# لا نوویل-هاست
لا نوویل-هاست (به فرانسوی: La Neuville-Housset) یک کمون (فرانسه) در فرانسه است که در ان (ا-دو-فرانس) واقع شده‌است. لا نوویل-هاست ۴٫۹۹ کیلومتر مربع مساحت دارد ۱۲۶ متر بالاتر از سطح دریا واقع شده‌است.